# Ерепкино (Нурлатский район)
Ерепкино (чув. Ерепьел) — деревня в Ахметовском сельском поселении Нурлатского района Татарстана, на реке Аксумла — левом притоке реки Большой Черемшан, у плотины образованного на Аксумле Ерепкинского водохранилища. Деревня находится в 8 км к западу от райцентра — города Нурлат. Экономика: сельское хозяйство. Имеется начальная школа, клуб.

## История
Известна с 1794 г.
Основана как выселки выходцами из села Аксумла, свое название получило от первопоселенца по фамилии Ерепов. Выходцы из Ерепкино основали выселки Осиновка.
Относился к Якушкинскому кусту.
До 1860-х гг. жители относились к категории государственных крестьян. Занимались земледелием, разведением скота. В начале XX в. в Ерепкино функционировали школа Братства святителя Гурия (открыта в 1898 г.), мелочная лавка. В этот период земельный надел сельской общины составлял 1252 десятин. В 1913 в Ерепкино открыта земская школа.
До 1920 г. деревня входила в Егоркинскую волость Чистопольского уезда Казанской губернии. С 1920 г. в составе Чистопольского кантона Татарской АССР. С 10.08.1930 г. в Октябрьском (с 10.12.1997 г. Нурлатский) районе.

## Население
Число жителей: в 1859 г. — 303, 
в 1897 г. — 544, 
в 1908 г. — 562, 
в 1920 г. — 665, 
в 1926 г. — 630, 
в 1938 г. — 399, 
в 1949 г. — 364, 
в 1958 г. — 369, 
в 1970 г. — 478, 
в 1979 г. — 432, 
в 1989 г. — 302 чел. 
На 2002 г. — 303 жителя (чуваши).